# 近東の紛争一覧

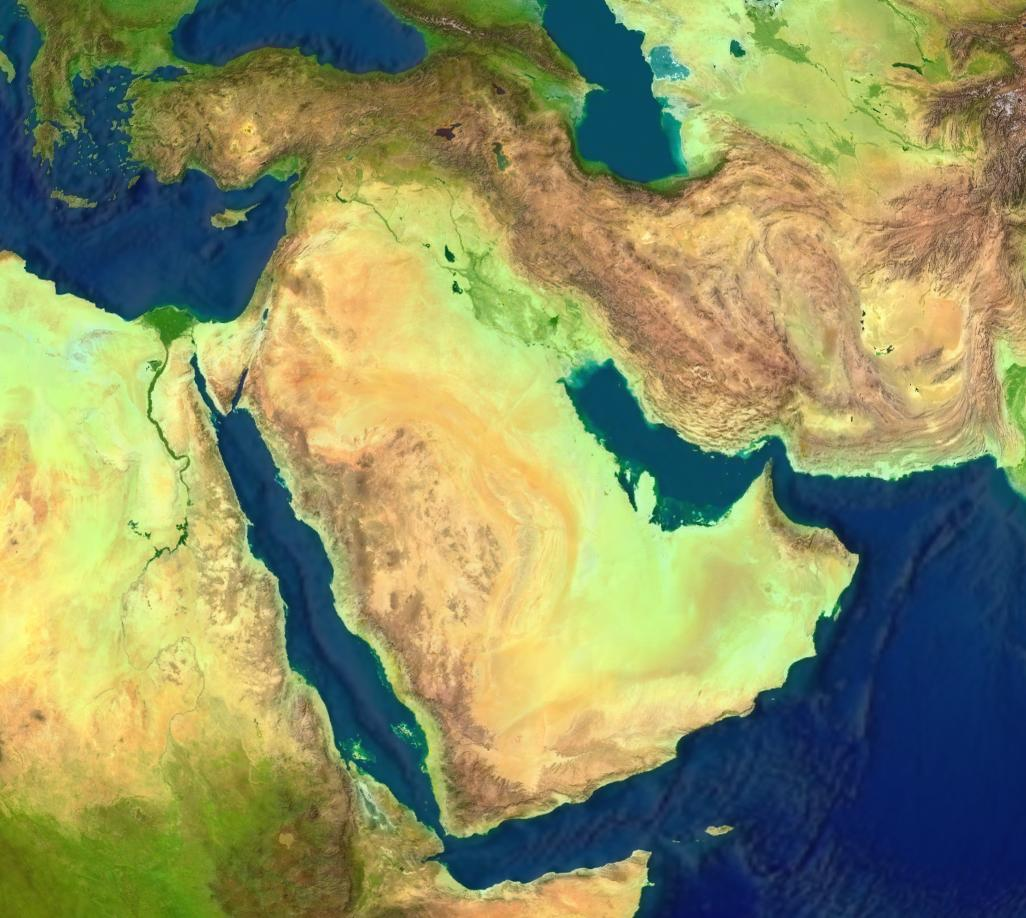
近東の一部と一般的に考えられる地域の地勢図

「近東」と呼ばれる地域は、現代の状況では中東と呼ばれている。近東は、一般的にアナトリア、レバント、メソポタミア、ペルシア、エジプト、アラビア半島、コーカサス地域である。

## 過去の近東の紛争

### 青銅器時代
- 古代エジプト
  - エジプト初期王朝時代
    - c. 3100 BCE 上エジプトと下エジプトの統一

  - エジプト第2中間期
    - 1600 BCE ヒクソスのエジプト征服

  - エジプト新王国
    - 1457 BCE 4月16日 メギドの戦い- トトメス3世率いる古代エジプト軍とカナン連合軍との戦闘
- 古代メソポタミアの紛争
  - シュメールの初期王朝時代
    - c. 2500 BCE キシュのエンメバラゲシ王のエラム征服
    - c. 2500 BCE キシュのエンメバラゲシの息子アッガのウルク包囲
    - c. 2500 BCE ウルクのエンメルカルの一年間に及ぶアラッタ市包囲
    - c. 2500 BCE ウルクのドゥムジがエンメバラゲシを単独で捕まえる
    - c. 2500 BCE ウルクのエンシャクシュアンナがシュメール全土の覇権を主張し、ハマジ、アッカド、キシュ及びニップルを征服した。エンシャクシュアンナの後継はルガルキニシェドゥドゥ王がなった。覇権はラガシュのエアンナトゥムに一時的に渡ったとみられる
    - c. 2500 BCE ラガシュのエアンナトゥムがウル、ニップル、アカシャク、ラルサ及びウルク(エンシャクシュアンナが支配)を含むシュメールの全てを征服した
    - c. 2500 BCE ラガシュのエンアンナトゥム1世がエアンナトゥムを引き継ぎ、ウンマのウル・ルンマに対してラガシュを防衛した。
    - c. 2500 BCE ラガシュのエンメテナが父親のエンアンナトゥム1世の後を継ぎ、シュメールでのラガシュを再建した。彼はウルクのルガルキニシェドゥドゥ王(エンシャクシュアンナの後継)の助力でウンマのイルを打ち破った
    - c. 2500 BCE アダブ市のLugal-Anne-Munduが世界の「4分の1」を服従させた。— 例：地中海からザグロス山脈に至るの肥沃な三日月地帯全体
    - c. 2295 BCE — 2271 BCE  ウンマの王ルガルザゲシがシュメールの都市国家のいくつかを征服した。その中にはキシュ(ウル・ザババ)、ラガシュ(ウルイニムギナ)、ウル、ニップル、ラルサ及びウルクが含まれている。

  - アッカド帝国
    - c. 2270 BCE アッカド王サルゴンがメソポタミアの大部分と現代のイラン、アナトリア半島及びシリア地域を含むと考えられていた広大な帝国を建設した。 
      - エラムの征服
      - 2271 BCE ウルクの戦い
      - シリアとカナン戦役
      - アッカドのエブラの征服
      - Magan revolt
      - Lullubi campaign of Naram-sin

  - グティ人の時代
    - c. 2150 BCE  グティ人のアッカド帝国攻撃

  - ウルク第5王朝
    - c. 2055 BCE — 2048 BCE  他の都市の助けを借りてグティ人を破った後、ウルクのウツ・ヘンガルはシュメールの王としての地位を確立した
      - c. 2050 BCE  シュメールの最後のグティ人支配者ティリガンの敗北

  - ウル第三王朝
    - c. 2047 BCE — 2030 BCE  ウルのウル・ナムがラガシュを征服
    - c. 1940 BCE  エラムのウル侵攻

  - バビロン第1王朝
    - c. 1830 BCE — 1817 BCE  アムル人の指導者スム・アブムは都市国家カザールからの独立を勝ち取った。
    - c. 1752 BCE — 1730 BCE  シュメール王名表の最後の王であるイシンのダミク・イリシュがバビロンのシン・ムバリトに敗北
    - c. 1728 BCE — 1686 BCE  バビロンのハンムラビは近隣の王国との一連の戦争に勝利したことでメソポタミアのバビロンの支配を拡大した

  - カッシート時代
    - c. 1531 BCE  バビロン陥落
    - c. 1507 BCE  カッシートのバビロン攻撃
- 古代レバントの紛争
  - c. 2000 BCE シディムの谷の戦い
  - イスラエルの戦役
    - イスラエルの初期戦役(ヨシュア記)
      - 1400 BCE アイの戦い (伝説)
      - ハツォルの戦い (伝説)
      - エリコの戦い (伝説)
      - ラキシュ
      - メロムの水場の戦い (伝説)
- 古代アナトリア紛争
  - c. 2492 BCE ハイクとニムロド間の戦い
  - 1650 BCE — 1600 BCE ハットゥシリ1世とムルシリ1世の征服
  - 1430 BCE — 1350 BCE カスカ人のヒッタイト侵攻

### 初期鉄器時代
- 古代エジプトの紛争
  - 1279 BCE — 1213 BCE ラムセス2世の近東での戦役
    - 第一次シリア戦役
    - 第二次シリア戦役
      - 1274 BCE カデシュの戦い

    - 第三次シリア戦役

  - エジプト第3中間期
    - 925 BCE エルサレムの略奪
    - 727 BCE クシュのエジプト侵攻
    - 609 BCE メギドの戦い - エジプト王国とユダ王国との戦闘
- 古代アナトリア紛争
  - 1260 BCE — 1240 BCE トロイア戦争
- 古代メソポタミア紛争
  - カッシート時代
    - c. 1232 BCE — 1225 BCE  アッシリアのトゥクルティ・ニヌルタ1世はバビロンのカッシート王カシュティリアシュ4世を打ち負かし、メソポタミアでのアッシリアの完全な覇権を確保するためにバビロンの街を占領した。
    - c. 1157 BCE — 1155 BCE  バビロンを統治していたカッシート朝の最後の王エンリル・ナディン・アヘがエラムのクティル＝ナフンテ(シュトラク・ナフンテの後継)に敗北した

  - イシン第2王朝(バビロン第4王朝)
    - c. 1125 BCE — 1104 BCE  イシンのネブカドネザル1世のエラムとの戦争
- イスラエル戦役
  - 後期のイスラエル戦役
    - 1000 BCE Jebus包囲戦
- 新アッシリア戦役
  - 853 BCE カルカルの戦い
  - 721 BCE アッシリアのイスラエル征服
  - 第二次アッシリア南レバント侵攻
    - 701 BCE ラキシュ包囲戦
    - 701 BCE センナケリブによるアッシリアのエルサレム包囲戦

  - 693 BCE ディヤーラ川の戦い (アッシリアのピュロスの勝利)
  - 693 BCE バビロン包囲戦
  - 626 BCE バビロンの反乱 (バビロニアの決定的勝利、アッシリア軍の追放)
- 新バビロニア戦役
  - 612 BCE ニネヴェの戦い
  - 605 BCE カルケミシュの戦い - エジプト王国とアッシリアの同盟と新バビロニア帝国間の戦闘
  - ユダヤ・バビロニア戦争
    - 597 BCE ネブカドネザル2世によるエルサレム包囲戦
    - 587 BCE ネブカドネザル2世によるエルサレム包囲戦
- メディア王国の戦役
  - 585 BCE 5月28日  Halysの戦い
- キュロス大王のアケメネス朝征服
  - 552 BCE ペルシアの反乱
  - 552 BCE Hyrbaの戦い
  - 551 BCE ペルシャ国境の戦い
  - 550 BCE パサルガダエの戦い
  - 547 BCE プテリアの戦い
  - 547 BCE テュンブラの戦い
  - 547 BCE サルディス包囲戦
  - 539 BCE オピスの戦い

## 古代の紛争

### ギリシャ・ペルシア支配
- イオニアの反乱 499-493 BCE
- 第一次ペルシアのギリシャ侵攻 492-490 BCE
- エジプトの反乱 486 BCE
- 第二次ペルシアのギリシャ侵攻 480-478 BCE
- デリアン同盟の戦争 477-449 BCE
- ディアドコイ戦争 322-275 BCE
- シリア戦争 (プトレマイオス朝) 274-168 BCE
  - 第一次シリア戦争(274-271 BCE)
  - 第二次シリア戦争(260-253 BCE)
  - 第三次シリア戦争(246-241 BCE)
  - 第四次シリア戦争(219-217 BCE)
  - 第五次シリア戦争 (202-195 BCE)
  - 第六次シリア戦争 (170-168 BCE)
- セレウコス・パルティア戦争 238-129 BCE
- ローマ・シリア戦争 192-188 BCE
- マカバイ戦争 167-160 BCE

### ローマ、 パルティアン及びサーサーン朝の支配
- ミトリダテス戦争 88-63 BCE
  - 第一次ミトリダテス戦争 88-84 BCE
  - 第二次ミトリダテス戦争 83-81 BCE
  - 第三次ミトリダテス戦争 75-63 BCE
    - エルサレム攻囲戦 (紀元前63年)
- パルティア戦争
  - クラッススのメソポタミア侵攻(第一次パルティア戦争) 53 BCE
    - カルラエの戦い

  - アントニウスのペルシア遠征 (第二次パルティア戦争)
    - ギンダロス山の戦い
    - エルサレム攻囲戦 37 BCE
    - Antropatene戦役
    - アルメニア戦役

  - ローマ・パルティア戦争 58–63 CE
  - ニシビスの戦い (217)
- Aelius Gallusのアラビアでの戦役  24 BCE
- アレクサンドリア暴動(ポグロム) 38 CE
- ユダヤ・ローマ戦争 66-136 CE
  - ユダヤの大反乱67-70 CE
  - キトス戦争 117-119 CE
  - バル・コクバの乱 132-136 CE
- ローマ・サーサーン朝戦争
  - アンティオキアの戦い (218)
  - アルダシール1世のメソポタミア襲撃 230-232 CE
  - アルダシール1世の第二次メソポタミア襲撃 237-240 CE
  - レサエナの戦い 243 CE
  - Misicheの戦い 244 CE
  - バルバリッソスの戦い
  - エデッサの戦い 259
  - シンガラの包囲戦 344
  - アミダ包囲戦 359
  - クテシフォンの戦い (363)
  - サーマッラーの戦い 363 CE
- シリア軍団の蜂起 232 CE
- パルミラ反乱 (272年)
  - Immaeの戦い
  - エメサの戦い
- カリニクムの戦い 296
- ガッルスに対するユダヤ人の反乱 (351-352年)
- 404年のイサウリア反乱
- 東ローマ・サーサーン戦争 421-628
  - ローマ・サーサーン戦争 (421–422)
  - Anastasian戦争 (502–506)
  - イベリア戦争 (526–532)
    - カリニクムの戦い 531

  - ローマ・ペルシア戦争 (572-591年)
  - 東ローマ・サーサーン戦争 (602年-628年)
    - アンティオキア暴動 (610年)
    - アンティオキアの戦い (613年)
    - ヘラクレイオスに対するユダヤ人の反乱 (610-28年)
      - エルサレム包囲戦 (614)

    - Shahinのアナトリア半島侵攻 (615)
    - サーサーン朝のエジプト征服 618-621
    - イッソスの戦い (622年)
    - 東ローマのペルシアへの攻撃624-25
    - コンスタンティノープル包囲戦 (626)
    - 第三次ペルソ・テュルク戦争
    - ニネヴェの戦い (627年)
- サマリア人の反乱 
  - ゼノンに対するサマリア人の反乱 484
  - アナスタシウス1世に対する反乱
  - 第三次サマリア人の反乱 529-531
  - 第四次サマリア人の反乱  555-572
- 524年(または528年)のマズダク教の反乱
- ニカの乱 532年
- ジーカールの戦い- サーサーン朝ペルシアでの民族反乱

### 中世の紛争
- イスラーム教徒の征服 
  - リッダ戦争 632-633
  - イスラーム教徒のレバント征服 
    - ヤルムークの戦い 636

  - アラブのアルメニア征服**イスラーム教徒のエジプト征服
  - ウマイヤ朝のマグリブ(北アフリカ)征服
  - イスラーム教徒のペルシア征服
    - 第一次メソポタミア侵攻
    - 第二次メソポタミア侵攻
      - カーディシーヤの戦い

    - ニハーヴァンドの戦い
    - ペルシアの反乱649-51

  - アラブ・テュルギシュ戦争
    - 渇きの日 724
    - Defileの戦い 731

  - アラブ・ハザール戦争
  - タラス河畔の戦い
- アッバース朝の紛争 
  - アッバース朝の反乱 
    - ザーブ河畔の戦い 750

  - アラブ・東ローマ戦争 780-1180
    - クラソスの戦い 804/5
    - Anzenの戦い 838
    - アモリオンの戦い 838
    - ディムヤートの占領 (853)
    - ララカオンの戦い 863
    - ヨアニス・クルクアスの戦役
      - 第一次メリテネ戦役とカリカラの征服 926-930
      - 第二次メリテネ戦役 931-934

    - サイフ・アル=ダウラの戦役
      - アレッポ征服 944
      - マラシュの戦い (953)
      - Rabanの戦い 958
      - Andrasosの戦い 960
      - アレッポ包囲戦 962
      - アレッポ包囲戦 964

  - Mudhar・Yamani紛争 793-96
- Byzantine-Paulician Wars
  - Bathys Ryaxの戦い 872 (878?)
- ペルシアのゾロアスター教徒の反乱 8～9世紀
  - ペルシャでのBehavaridの反乱 8世紀
  - ババクの反乱 816-37
    - Ahmad ibn al Junaydの戦役 823-24
    - Muhammad ibn Humayd Tusiの戦役 827-29
    - Afshinの戦役(835-837/838)

  - Maziarの反乱 839
- セルジューク・東ローマ戦争 1048-1308
  - マラズギルトの戦い 1071
- 十字軍
  - 民衆十字軍 1095-96
  - 第1回十字軍 1099
    - アスカロンの戦い 1099
    - 1101年の十字軍
    - サルマダの戦い 1119
    - アザーズの戦い 1125

  - 第2回十字軍 1145-49
    - イナブの戦い 1149

  - ボードゥアンの戦役
    - アシュケロン包囲戦 (1153)
    - 十字軍のエジプト侵攻 1154-69
      - アル・バベインの戦い

  - 第3回十字軍 1189-92
    - アッコ包囲戦 (1189–91)

  - リヴォニア十字軍
  - ドイツ十字軍
  - 第4回十字軍
  - 少年十字軍
  - 第5回十字軍
  - 第6回十字軍
    - エルサレム包囲戦 (1244年) 1244

  - 第7回十字軍
  - 羊飼い十字軍
  - 第8回十字軍
  - 第9回十字軍
- サラディンの戦役 
  - エジプト反乱 1169
  - Darum包囲 1170
  - イエメン征服 1174
  - ハマの戦い 1175
  - ダマスカスの征服 1174
  - ヤコブの浅瀬の戦い 1179
  - モースルの戦い 1182
  - Al-Fuleの戦い (1183)
  - カラク城包囲戦 1183
  - クレッソン泉の戦い 1187
  - ヒッティーンの戦い 1187
  - エルサレム包囲戦 (1187)
- モンゴル帝国の中東侵攻(フレグの西征以降のイルハン朝の侵攻) 13世紀
  - キョセ・ダグの戦い 1243
  - バグダッド包囲戦 1258
  - フレグ・ハンのシリア征服 1260
    - モンゴルのパレスチナ襲撃 1260
    - アレッポ包囲戦 (1260)
    - アイン・ジャールートの戦い 1260
    - 第一次ホムスの戦い 1260

  - エルビスタンの戦い 1277
  - 第二次ホムスの戦い 1281
  - モンゴル帝国のパレスチナ襲撃 1299-1300
    - 第三次ホムスの戦い 1299

  - マージ・アル・サファーの戦い 1303
- ティムールの征服戦争 
  - アンカラの戦い (アンゴラの戦い) 1402
- オスマン帝国内戦 1402-1413
- Sheikh Bedreddinの反乱 1416
- オスマン・東ローマ戦争 1265-1453
  - オスマン帝国の台頭 1265-1328
  - 東ローマの対抗: 1328–1341
    - ニカイア包囲戦 (1328–31)
    - ニコメディア包囲戦 1333-1337

  - バルカン半島侵攻と内戦: 1341–1371
  - 東ローマ内戦と隷属: 1371–1394
  - 敵対行為の再開: 1394–1424
  - オスマン・東ローマ戦争 1424–1453

## オスマン帝国時代の紛争 (1453-1918年)

### オスマンの拡大
オスマン時代の紛争 1453-1516
- サファヴィー朝に対するヤジディの蜂起 1506-1510
- Şahkuluの反乱 1511

### オスマン帝国時代の紛争
- オスマン・ペルシア戦争 16世紀から19世紀
  - チャルディラーンの戦い 1514
  - オスマン・サファヴィー戦争 (1532–55)
  - オスマン・サファヴィー戦争 (1578–90)
  - オスマン・サファヴィー戦争 (1603–18)
    - DimDimの戦い 1609-10

  - オスマン・サファヴィー戦争 (1623–39)
    - アバザの反乱

  - オスマン・ペルシア戦争 (1730–35)
  - オスマン・ペルシア戦争 (1743-1746)
  - オスマン・ペルシア戦争 (1775–76)
  - オスマン・ペルシア戦争 (1821-1823)
- ジェラーリーの反乱  1519-1659
- オスマン帝国とレバノン首長国のドゥルーズ間の紛争
  - Majdel Anjarの戦い 1622
  - 1633年の紛争
  - 1642年の紛争
  - 1660年の紛争
  - 1683-1699年の紛争
  - Ain Darraの戦い 1711
- クレタ戦争 (1645–69)
  - アトメイダヌ事件
  - プラタナス事件 1656
- Edirneの反乱 1703
- 1717年オマーンのバーレーン侵攻
- パトロナ・ハリルの乱 1730
- ザーヒル・アル＝ウマルの反乱 (ガリラヤ) 1742-1743
- アリ・ベイの反乱 (エジプト) 1769-1772
- Bajalan蜂起 1775
- エジプト・シリア戦役 1798-1801
  - カイロの反乱 1798
  - ナイルの海戦
  - ヤッファ攻囲戦
  - タボル山の戦い (1799)
  - アッコ攻囲戦 (1799)
- ババンの蜂起 1806-1808
- 1807–08年のオスマン帝国クーデター事件
  - Kabakçı Mustafaの反乱
- ムハンマド・アリーの戦役
  - ムハンマド・アリーの権力奪取 1803-07
  - 1807年のアレキサンドリア遠征
  - オスマン・サウジ戦争 1811-18
  - エジプト・トルコ戦争 1831-33
  - 農民反乱 1834
  - 1838年のドゥルーズ派の反乱
  - エジプト・トルコ戦争 (1839-41)
- ロシア・ペルシャ戦争 (1826年-1828年)
- ジズレの蜂起 1829
- Atçalı Kel Mehmetの反乱 1829-30
- Soranのモハマッド王子の蜂起 1833
- ヤジディの蜂起 1837
- Sîncarの蜂起 1837

### オスマンのタンジマートの時代
- First Botanの蜂起1843
- Bedr Khan Beyの蜂起 1843
- Culemerg蜂起1843
- Bedirhan Beyの蜂起 1847[1]
- Yezdan Sherの蜂起 1855[2]
- 1860年ドゥルーズ・マロン紛争
  - シリアへのフランス遠征 1860-61
- カタール・バーレーン戦争 1867-68
- 露土戦争 (1877年-1878年)
- ウラービー革命 (エジプト) 1879-82
- NehriのShaykh 'UbaydullahとShemdinanの蜂起 1880-1881[3]
- アラビア王家内戦 1887-91
  - Mulaydaの戦い 1891
- タバコ・ボイコット運動  (イラン) 1892
- ハミディイェ虐殺 1894-96
  - Zeitun反乱(1895–96)
- サウジアラビアの統一 
  - サウジ・ラシディ戦争 1903-06
- イラン立憲革命 1908-09
- 青年トルコ人革命 1908-09
  - 3月31日事件 1909
  - 反クーデター (1909)
- アダナの虐殺 1909
- Hauran Druzeの反乱 1909
- 1913年オスマン帝国クーデター事件
- 中東戦域 (第一次世界大戦) 1914-1918
  - シナイ半島・パレスチナ戦線
  - メソポタミア戦線
  - コーカサス戦線
  - ペルシア戦線
  - ガリポリの戦い
  - 北アフリカ戦役 (第一次世界大戦)
  - アラブ反乱
  - アルメニア人虐殺
  - アッシリア人虐殺
  - デルスィム反乱

## オスマン帝国後の紛争
| 年              | 紛争 | 場所 | 犠牲者 |
| --------------- | --- | --- | --- |
| 1902–1932       | サウジアラビアの統一 | ナジュド及びハッサ王国 ヒジャーズ王国 クウェート首長国 ナジュド・スルタン国 トランスヨルダン首長国 イギリス委任統治領メソポタミア ナジュド及びヒジャーズ王国                          | 8,000–9,000 |
| 1914–1918       | 中東戦域 (第一次世界大戦)                                                                                               | ガージャール朝 Sultanate of Egypt ナジュド及びハッサ王国 ジャバル・シャンマル王国 Sheikhdom of Kuwait Sultanate of Lahej オスマン帝国 アルメニア第一共和国 アゼルバイジャン民主共和国 | 2,825,000–5,000,000 (民間人を含むオスマン帝国の死亡者数) 1,000,000–1,500,000 (連合軍の死亡、負傷、捕虜または失踪) |
| 1918–1922       | シムコ・シカクの反乱 | ガージャール朝 | 1,000–5,500 |
| 1919            | エジプト革命 (1919年)                                                                                                   | エジプト王国 | 3,000 |
| 1919–1923       | トルコ革命 | | 170,500–873,000                                                                                                   |
| 1919–2003       | イラク・クルド紛争 | イラク クルディスタン王国 | 139,000–320,000人死亡                                                                                             |
| 1920            | フランス・シリア戦争 | シリア・アラブ王国 OETA | 5,000 |
| 1920            | イギリスに対するイラクの反乱                                                                                            | イギリス委任統治領メソポタミア | 2,050–9,000 |
| 1921–1948       | 委任統治領パレスチナでの宗派紛争                                                                                        | | 7,813 |
| 1923            | Adwanの反乱 | トランスヨルダン | 100 |
| 1924–1927       | シリア大反乱 (ドゥルーズ戦争)                                                                                           | 大レバノン シリア国 ドゥルーズ派国 アラウィー派国 | 8,000–12,000 |
| 1925            | シェイフ・サイードの反乱                                                                                                | | 15,000–250,500 |
| 1930            | アララトの反乱 | アララト共和国 | 4,500–47,000 |
| 1933            | Simele虐殺 | イラク王国 | 3,000 |
| 1934            | サウジ・イエメン戦争 | イエメン王国 | 2,100 |
| 1935            | イマーム・レザー廟の反乱                                                                                                | | 151 |
| 1935–1936       | 1935–36年イラクシーア派の反乱                                                                                           | イラク王国 | 500 |
| 1935            | 1935年ヤジディの反乱 | イラク王国 | 200 |
| 1937            | デルスィム反乱 | | 40,000–70,000 |
| 1939–1945       | 第二次世界大戦 (アングロ・イラク戦争、シリア・レバノン戦役及びイギリスとソビエト連邦によるイラン侵攻(イラン進駐)を含む) | イラク王国 イラン フランス委任統治領シリア イギリス委任統治領パレスチナ | ≈16,000 |
| 1946            | エジプトの学生暴動 | エジプト | 100–300 |
| 1946            | 1946年イラン危機[e] | マハバード共和国 アゼルバイジャン国民政府 | 2,000 |
| 1948–           | 中東戦争 | エジプト 全パレスチナ政府 パレスチナ自治政府 | 73,000–84,000 |
| 1948            | Alwaziriのクーデター事件 (イマーム・ヤフヤー王の暗殺)                                                                   | イエメン王国 | 4,000–5,000 |
| 1948            | Al-Wathbahの蜂起 | イラク王国 | 300–400 |
| 1952            | 1952年エジプト革命 | エジプト | 1,000 |
| 1953            | 1953年イラン・クーデター                                                                                                | | 300–800 |
| 1954–1960       | ジェベル ・アフダル戦争                                                                                                 | マスカット・オマーン・スルタン | 100–523 |
| 1955–1963       | キプロスの共同体間の暴力                                                                                                | | 400–600 |
| 1956–1960       | イエメンとアデンでの宗派間暴力                                                                                          | アデン | 1,000 |
| 1958            | 1958年レバノン危機 | | 1,300–4,000 |
| 1958            | 7月14日革命 | アラブ連邦 | 100 |
| 1959            | 1959年モスルでの反乱 | イラク共和国 | 2,000–4,000 |
| 1962–1970       | 北イエメン内戦 | | 100,000–200,000                                                                                                   |
| 1962–1975       | ドファール反乱 | | 10,000 |
| 1963            | 1963年イラン暴動 | | 100 |
| 1963            | ラマダーン革命 | | 1,000 |
| 1963            | 3月8日革命 | | 820 |
| 1963–1967       | アデン危機 | 南アラビア連邦 | 2,096 |
| 1963            | 1963年11月イラククーデター                                                                                              | | 250 |
| 1964            | 1964ハマー暴動 | | 70–100 |
| 1966            | 1966年シリアクーデター                                                                                                  | | 400 |
| 1969            | Al-Wadiah戦争 | イエメン人民民主共和国 | 35 |
| 1970–1971       | ヨルダン内戦 | | 2,000–25,000 |
| 1974            | トルコのキプロス侵攻 | | 1,500–5,000 |
| 1975–1990       | レバノン内戦 | | 150,000 |
| 1976–1979       | 1970年代のトルコでの政治的暴力                                                                                          | | 5,000–5,388 |
| 1978-           | クルド・トルコ紛争(1978-現在)                                                                                           | イラク領クルディスタン | 30,000–100,000 |
| 1979            | イラン革命 | | 3,164–60,000 |
| 1979–1980       | イラン革命後の国の安定化                                                                                                | | 10,171 |
| 1979–1983       | サウジアラビア東部の蜂起                                                                                                | | 182–219 |
| 1979            | アル＝ハラム・モスク占拠事件                                                                                            | | 307 |
| 1979-1982       | シリアでのイスラム主義者の反乱                                                                                          | | 40,000+ |
| 1980            | 9月12日クーデター | | 127–550 |
| 1980            | サドルの蜂起 | | 1,000–30,000 |
| 1980–1988       | イラン・イラク戦争 | | 1,000,000–1,250,000                                                                                               |
| 1986            | 南イエメン内戦 | | 5,000–12,000 |
| 1986            | 1986年エジプト中央治安部隊暴動                                                                                          | | 107 |
| 1986            | 1986年ダマスカス爆破テロ                                                                                                | | 204 |
| 1987            | イラン巡礼者暴動 (メッカ虐殺)                                                                                           | | 402 |
| 1987–1988       | アブ・ニダル機関の処刑                                                                                                  | | 170 |
| 1989–1996       | イラン・クルド民主党の反乱 (1989–96)                                                                                    | | 168-503 |
| 1990–1991       | 湾岸戦争 | | 40,000–57,000 |
| 1991            | 1991年イラクでの反乱 | | 50,000–100,000 |
| 1994            | イエメン内戦 | | 7,000–10,000 |
| 1995–           | サウジアラビアでのイスラム反乱                                                                                          | | 300 |
| 1998            | 砂漠の狐作戦 (イラク飛行禁止地帯)                                                                                       | | 2,000 |
| 1999            | 1999年イラクでのシーア派反乱                                                                                            | | 100–200 |
| 2003–2011       | イラク戦争 | バアス党政権 イラク | 109,032–650,726 See also: Casualties of the Iraq War                                                              |
| 2004            | カーミシュリー虐殺 (2004)                                                                                               | | 30–100 |
| 2004–2014       | イエメンでのシーア派反乱                                                                                                | | 8,500–25,000 |
| 2004–2015       | イラン・PJAK紛争 | イラク領クルディスタン | 588–747 |
| 2006–           | ファタハ・ハマス紛争 | パレスチナ自治政府 ガザ地区 | 600+ |
| 2006–           | イラン・イスラエル代理戦争                                                                                              | | ~2000 |
| 2007            | ナハル・アル＝バーリド戦闘                                                                                              | | 480 |
| 2008            | 2008年レバノン紛争 | | 105 |
| 2009–2015       | 南イエメン暴動 | | 2,100+ |
| 2009–2010       | イラン選挙抗議 | | 72–150 |
| 2010–2015       | イエメンのアルカイダ取り締まり                                                                                          | | 3,000+ |
| 2011            | 2011年バーレーン騒乱 | | 100+ |
| 2011-2014       | エジプト危機 (2011–2014年)                                                                                              | | 5,540+ |
| 2011–           | イエメン危機 (2011–現在)                                                                                                | | 9,000+ |
| 2011–           | シリア内戦 | | 250,000-470,000+                                                                                                  |
| 2011–           | レバノンに波及したシリア内戦                                                                                            | | ~800 |
| 2011–           | イラン・サウジアラビア代理紛争                                                                                          | | |
| 2014-           | イラク内戦 | | 73,361+ |
| 2015-           | イエメン内戦 | | 10,000+ |
| 2016–           | 2016年西イラン衝突 | イラク領クルディスタン | 74-156 |
| 15–16 July 2016 | 2016年トルコクーデター未遂事件                                                                                          | | 270-350 |
| 2023–           | 2023年パレスチナ・イスラエル戦争                                                                                        | | 25,000+ |

## 関連リンク
- 北アメリカの紛争一覧
- 中央アメリカの紛争一覧
- 南アメリカの紛争一覧
- ヨーロッパの紛争一覧
- アフリカの紛争一覧
- アジアの紛争一覧
- 中東の現代の紛争一覧
- 戦争一覧